# Német dog
A német dog lenyűgöző méreteivel, eleganciájával vívta ki magának az elismerést. A világ legnagyobb kutyáinak egyike. Eredete meglehetősen régre tekint vissza: már i. e. 2500-ban feltűntek a mai dogra emlékeztető kutyákat ábrázoló rajzok az egyiptomi sírkamrák falain. Feltehetően fáraók kedvencei voltak ezek a hatalmas termetű, arisztokratikus megjelenésű kutyák. Származását, újkori megjelenését azóta is vitatják. Főleg a német, és dán tenyésztők között alakult ki heves vita, így a világ elé két néven jutott el: német vagy dán dog. Mindkét név alatt ugyanazt a fajtát értjük, de a hivatalos FCI-elnevezése: Deutsche Dogge, vagyis német dog. Érdekes, hogy angol nyelvterületen ma is Great Dane (a nagy dán) néven ismerik.
Scooby-Doo, a világhírű rajzfilmhős és Marmaduke tulajdonképpen ehhez a kutyafajtához tartozik.

## Tulajdonságai, adatai
A dog hatalmas kutya, amelyben a nemes külső robusztus felépítéssel, az erő eleganciával párosul. Hatalmas, mégis finom vonalvezetésű, remekbe szabott fej jellemzi, amely hosszú és keskeny. Az orrhát párhuzamos a fejtetővel. A fejnek szemből szögletesnek kell látszania. A stop határozott, a szemöldök jól fejlett. A telt ajkak az orrtól függőlegesen lógnak lefelé (fang vagy pofa). A kerek, sötétbarna szemei közepes nagyságúak, a szemhéjak feszesek. Magasan tűzött fülét a legutóbbi állatvédelmi törvény bevezetéséig kupírozták (csonkították). A rövid, erős háton a váll a legmagasabb pont, a lágyék erőteljes és kissé ívelt. A hosszú, magasan tűzött farok a csánkig ér, vékony, elkeskenyedő. A mellkas széles, és egészen a könyökig ér. A has felhúzott. A hosszú lapocka ferdén áll, a könyökök szorosan a testhez simulnak. A lábak hosszúak, feszesek és párhuzamos lefutásúak. A kerek mancsokon az ujjak rövidek, zártak, és boltozatosak (macskamancs). Az izmos, feszes, hosszú, gyönyörűen ívelt nyak tűzése magas. Nagy fogai ollós harapásúak. Sötét, kerek szeme nyugalmat, értelmet sugároz. Előfordul a világos vagy kék szem (a kölykök szeme mindig kék vagy szürkéskék), esetleg felemás, de csak harlekin (foltos) színnél elfogadható. Hosszú, erős nyaka feszes, egyenes hátba fut, mely a far felé lejt. Mellkasa mély, könyékig ér. Végtagjai erős csontozatúak, egyenes állásúak. Farka csánkig lelóg, vége enyhén ívbe hajlik. Rövid, sűrű selymes szőre lehet: fekete, fekete-fehér foltos (harlekin), sárga, kék (szürke) és csíkos. A sárga dog alapszíne a világos barnától a sötét őz színig terjedhet, pofáján fekete maszk van. A csíkos egyedek ugyanezen alapszínűek, de testüket "tigriscsíkok" díszítik amik lehetnek sűrűn, vagy csak elvétve pár csík. Főleg barna alap fekete csíkokkal, de előfordulhat ritkán a sárga alap fekete csíkokkal is. A kék dog acélkék, szürkés színű.
- Marmagasság: kan: 80–90 cm, szuka: 72–84 cm
- Testtömeg: 55–85 kg
- Várható élettartam: 8–10 év

## Vérmérséklete
Első osztályú őrző-védő. Élettartama nem túl hosszú, mivel az ilyen nagy testű kutyák rövidebb ideig élnek, mint a kisebb társaik. Várható élettartamuk mindössze 8-10 év, de előfordulhat, hogy 6 évig élnek csak. Őseit harci kutyaként tisztelték, medvére, vaddisznóra, sőt, tigrisre is vadásztak velük. Tekintélyt parancsoló külleme, megfontolt de mindig bátor magatartása kiválóan alkalmassá teszi testőri teendők ellátására. A dog érző szívű kutya, amely kifejezetten hűséges a gazdájához és a családjához. Egygazdás, azaz egyetlenegy gazdája lehet, akire mindig hallgat és folyton követi. Igen érzékeny állat, a kemény szavak nagy fájdalmat okoznak neki. Hajlamos megsértődni is. Kiképzését nem szabad túl korán kezdeni. Értelmes és kíváncsi, nem sok minden kerüli el a figyelmét. Józan és kiegyensúlyozott állat. Kiváló őrkutya. Azt mondják, a betörő bejutni még bejuthat egy olyan házba, ahol dog is lakik, de kijutni már nem fog onnan. Nem nagyon szokott ugatni. A dog nagyon odaadóan viselkedik a családjával. A család barátai az ő barátai is. A házi- és haszonállatokkal jól kijön, a gyerekeket nagyon szereti. A fajtársakkal sem szokott gondja lenni, bár egyes kanok szeretik bebizonyítani fölényüket más kanokkal szemben.
A legjobb eredményeket változatos módszerekkel és a jó teljesítmény jutalmazásával lehet elérni. Elegendő időt kell hagyni a szocializációra. A fiatal dognak elég sok bátorításra lehet szüksége. A dogot ma már kizárólag családi kutyaként őrző-védőként tartják, bár vannak olyan példányai, amelyek nagyszerű eredményeket értek el az engedelmességi próbákon. Nagyszerű szaglásának köszönhetően kiváló nyomkereső kutyává nevelhető.
Tartása költséges, időigényes. Rövid ideig él, és lassan nő fel, de aki ezzel a tudattal együtt tud élni, egy olyan szentimentális óriást kap, akivel csoda együtt élni.
Német dog: egy szelíd óriás - kisgyerek és dog jól megfér egymással. Nem kell féltenünk tőle az apróságot.